# كايل كاميرون
كايل كاميرون (بالإنجليزية: Kyle Cameron)‏ (15 يناير 1997 المملكة المتحدة - ) هو لاعب كرة قدم بريطاني يلعب كمدافع.

## وصلات خارجية
كايل كاميرون على موقع قاعدة بيانات كرة القدم.إي يو (الإنجليزية)
- كايل كاميرون على موقع Soccerbase.com (لاعب) (الإنجليزية)
- كايل كاميرون على موقع Soccerway.com (الإنجليزية)